# Корейски суеверия
Корейците са много суеверни и вярват в различни поверия, които на чужденците могат да се сторят не само странни, но дори и налудничави.

## Суеверия
Едно от поверията гласи, че ако подарите обувки на любим човек, той ще избяга от вас с тях.
Друго такова вярване е, че ако спите в затворено помещение с включен вентилатор, той ще „погълне“ целия кислород и това ще предизвика смърт.
За корейците, суеверията, свързани със смърт се приемат много сериозно. Така например, числото четири се свързва със смъртта, тъй като на корейски език цифрата четири се изговаря по същия начин като думата „смърт". По тази причина в асансьорите единствено четвъртият етаж е изписан словесно (F) four.(Това още се нарича и тетрафобия и се среща във вярванията и на други народи.)
Ако се разхождате късно вечер по улицата и си подсвирквате, според корейските вярвания е възможно да извикате духове и това да ви навлече неприятности.
По време на Нова Година, например, се вярва, че ако измиете косата си на този ден, водата ще отмие и късмета от вас. Това вярване се разпростира и обхваща не само Новогодишния ден, а и обикновените дни. По тази причина, преди важен изпит учениците ни мият косите си.
В никакъв случай не записвайте нечие име с червен цвят! В Корея това предвещава смърт за съответната личност и лоша поличба.
Друго суеверие е свързано с огледалото. В Европа счупеното огледало носи нещастие, вярваме и до днес, докато в Корея, ако поставите огледало срещу врата, още при влизането ви, ще загубите цялата положителна енергия и ще си навлечете лош късмет.

## Суеверия, свързани със сънищата
Много суеверия носят и странните сънища в Корея.
Ако сънувате, че получавате като подарък голяма сочна праскова, това предвещава бебе в семейството.
Ако сънувате прасе, което в азиатската култура е символ на пари, ще ви се случи нещо благоприятно или ще ви провърви в работата.
Сънищата, в които ви пада зъб или губите всичките си зъби, са символ на нещастие и в скоро време ще загубите близък за вас човек.